# Keyhole Markup Language
Keyhole Markup Language (KML) er et filformat til visning af data på kort.
Som en browser kan vise indhold skrevet i HTML, kan KML bruges til at vise data på kort som Google Maps den virtuelle globus Google Earth.
Det er en international standard som vedligeholdes af Open Geospatial Consortium, tidligere af Google som har fyldig dokumentation.
Et eksempel
```
<?xml version="1.0" encoding="UTF-8"?>

<kml
 
xmlns=
"http://www.opengis.net/kml/2.2"
>

<Placemark>

  
<name>
New
 
York
 
City
</name>

  
<description>
New
 
York
 
City
</description>

  
<Point>

    
<coordinates>
-74.006393,40.714172,0
</coordinates>

  
</Point>

</Placemark>

</kml>

```